# Patrick Pentz
Patrick Pentz (ur. 2 stycznia 1997 w Salzburgu) – austriacki piłkarz, grający na pozycji bramkarza w Brøndby IF i reprezentacji Austrii.

## Klub

### Początki i gra w rezerwach
Zaczynał karierę w SV Bürmoos, do którego dołączył w kwietniu 2003 roku. Grał tam do 2006 roku, kiedy trafił do Red Bulla Salzburg. W młodzieżowych zespołach tego klubu grał przez 7 lat. Następnie dołączył do Austrii Wiedeń. Był rezerwowym podczas Ligi Młodzieżowej UEFA (zespół U-19) i zagrał 2 mecze w rezerwach.

### Pierwsze występy
Patrick Pentz po raz pierwszy „powąchał” murawę austriackiej Bundesligi 11 kwietnia 2015 roku w meczu przeciwko SV Grödig (1:1). Nie wszedł na boisko. Pierwszy występ Patrick Pentz zaliczył 15 maja 2016 roku w meczu przeciwko Sturmowi Graz (3:0 dla Austrii). Zagrał cały mecz i został najlepszym zawodnikiem meczu.

### Stała gra w Austrii Wiedeń
Patrick Pentz stał się pierwszym bramkarzem Austrii Wiedeń w sezonie 2017/18, gdzie zagrał 24 mecze na 36 możliwych. Również pięciokrotnie wystąpił w Lidze Europy UEFA. Od tego czasu (pomijając sezon 19/20) jest pierwszym bramkarzem swojego zespołu. Łącznie do 5 czerwca 2022 zagrał 134 mecze.

## Reprezentacja

### Reprezentacje młodzieżowe
W kadrze U-17 zagrał 1 mecz, przeciwko Czechom (1:4 dla Austrii).
W reprezentacji U-18 ma na koncie 2 mecze towarzyskie.
W kadrze U-19 siedział na ławce w dwóch spotkaniach.
W reprezentacji do lat 21 ma na koncie 3 mecze.

### Reprezentacja seniorska
W reprezentacji Austrii Patrick Pentz 29 marca 2022 roku w meczu przeciwko Szkocji (2:2). Zagrał 3 minuty, zastąpił Daniela Bachmanna. To (stan na 5 czerwca 2022) jest jedyny występ w seniorskiej reprezentacji.

## Rodzina
Syn Wernera Pentza, piłkarza i trenera.